# Бардино (Гомельская область)
Ба́рдино (бел. Ба́рдзіна) — упразднённый посёлок в Ерёминском сельсовете Гомельского района Гомельской области Республики Беларусь.

## География

### Расположение
В 1 км на север от Гомеля, на шоссе Довск — Гомель. Расположен на перекрёстке «1-й Гомельской кольцевой автодороги» и дороги на село Мичуринское.

## Транспортная система
Планировка состоит из прямолинейной улицы, ориентированной с юго-востока на северо-запад и застроенной по обе стороны шоссе преимущественно деревянными домами усадебного типа.

## История
Основан в начале XX века. В 1909 году хутор, 31 десятина земли, в Поколюбичской волости Гомельского уезда Могилёвской губернии. В 1926 году в Титенском сельсовете Гомельского района Гомельского округа. В 1931 году жители вступили в колхоз. В 1959 году в составе колхоза имени XXII съезда КПСС (центр — деревня Ерёмино).
17 июня 2008 года посёлок упразднён, территория включена в состав деревни Ерёмино.

## Население

### Численность
- 2004 год — 84 хозяйства, 216 жителей.

### Динамика
- 1909 год — 2 двора, 15 жителей.
- 1926 год — 17 дворов, 98 жителей.
- 1959 год — 60 жителей (согласно переписи).
- 2004 год — 84 хозяйства, 216 жителей.